# Tara Snyder
Tara Snyder (ur. 26 maja 1977 w Wichita) – amerykańska tenisistka, mistrzyni US Open z 1995 roku w grze pojedynczej dziewcząt.
Karierę zawodową rozpoczęła w maju 1995 roku. W listopadzie 1998 roku zajmowała najwyższe w karierze miejsce w singlowym rankingu WTA – pozycję trzydziestą trzecią. Jej największym "dorosłym" osiągnięciem wielkoszlemowym była trzecia runda US Open 1999. Ponadto w większości odpadała w pierwszych rundach, również w ostatnim występie w turnieju Wielkiego Szlema – Wimbledonie 2004.
Pierwszym zawodowym turniejem, w którym wystąpiła, była impreza w Tokio w 1995 roku. Zdecydowanie najlepszym sezonem w jej karierze był rok 1998; oprócz osiągnięcia najwyższych miejsc w rankingu, wygrała pierwszy i jedyny zawodowy turniej w mieście Québec (Bell Challenge). Dotarła do ćwierćfinału na Amelia Island.
Rok później nie obroniła tytułu z kanadyjskiej imprezy, odpadając w półfinale. W sezonie tym rozegrała najdłuższy w historii WTA tie-break, złożony z 40 punktów, który zakończył się dla niej zwycięsko. Została srebrną medalistką amerykańskiej imprezy Pan Am Games. W latach 2000 – 2002 niewiele razy występowała w światowych imprezach, wygrywając jedynie turniej ITF we Frisco w 2002 roku.
Sezon 2003 to trzy finały turniejów ITF oraz drugie rundy imprez zawodowych w Birmingham, Los Angeles i Memphis. Zakwalifikowała się też do Stanford. Osiągnęła najwyższą pozycję rankingową od trzech lat. Wystąpiła w kilku imprezach w 2004 roku, w tym w trzech z czterech turniejów wielkoszlemowych. W 2005 roku wygrała cztery imprezy ITF w singlu i deblu. W 2006 nie grała w żadnym zawodowym turnieju.
Na nowojorskich kortach Flushing Meadows triumfowała w wielkoszlemowym US Open w kategorii juniorek. W roku 1995 doszła też do finałów kilku innych ważniejszych imprez juniorskich.

## Finały juniorskich turniejów wielkoszlemowych

### Gra pojedyncza (1)
| Końcowy wynik | Rok  | Turniej | Nawierzchnia | Przeciwniczka   | Wynik finału  |
| Zwyciężczyni  | 1995 | US Open | Twarda       | Annabel Ellwood | 6:4, 4:6, 6:2 |